# Guettarda camagueyensis
Guettarda camagueyensis är en måreväxtart som beskrevs av Nathaniel Lord Britton. Guettarda camagueyensis ingår i släktet Guettarda och familjen måreväxter.
Artens utbredningsområde är Kuba. Inga underarter finns listade i Catalogue of Life.